# Emmerich Danzer
Emmerich Danzer (Vienna, 15 marzo 1944) è un ex pattinatore artistico su ghiaccio austriaco, specializzato nel singolo.

## Palmarès
| Internazionali            | Internazionali | Internazionali | Internazionali | Internazionali | Internazionali | Internazionali | Internazionali | Internazionali |
| Evento                    | 1961           | 1962           | 1963           | 1964           | 1965           | 1966           | 1967           | 1968           |
| ------------------------- | -------------- | -------------- | -------------- | -------------- | -------------- | -------------- | -------------- | -------------- |
| Giochi olimpici invernali |                |                |                | 5°             |                |                |                | 4°             |
| Campionati mondiali       |                | 7°             | 9°             | 5°             | 5°             | 1°             | 1°             | 1°             |
| Campionati europei        | 5°             | 5°             | 3°             | 4°             | 1°             | 1°             | 1°             | 1°             |
| Nazionali                 |                |                |                |                |                |                |                |                |
| Campionati austriaci      |                |                |                |                | 1°             | 1°             | 1°             | 1°             |